# Zsolt Molnar
Zsolt Molnar (n. 23 august 1983

) este un deputat român, ales în 2012.